# Thunderbolt (album Saxon)
Thunderbolt – dwudziesty trzeci album studyjny heavymetalowego zespołu Saxon wydany 2 lutego 2018 roku przez wytwórnię Silver Lining Music.

## Lista utworów
1. „Olympus Rising” – 1:32
2. „Thunderbolt” – 3:59
3. „The Secret of Flight” – 5:02
4. „Nosferatu (The Vampire's Waltz)” – 5:00
5. „They Played Rock and Roll” – 3:39
6. „Predator” – 3:17
7. „Sons of Odin” – 5:22
8. „Sniper” – 3:36
9. „A Wizard's Tale” – 3:52
10. „Speed Merchants” – 3:47
11. „Roadies' Song” – 3:31
12. „Nosferatu (Raw Version)” – 5:01

## Twórcy
| Saxon w składzie - Biff Byford – wokal - Paul Quinn – gitara - Doug Scarratt – gitara - Nibbs Carter – gitara basowa - Nigel Glockler – perkusja Personel - Andy Sneap – producent, inżynier dźwięku, miksowanie - Billy Lee – zdjęcia - Steph Byford – projekt okładki (dodatkowo) - Gestaltungskommando Buntmetall – projekt graficzny - Paul Raymond Gregory – projekt okładki | Gościnnie - Seb Byford – wokal wspierający (2, 10) - Tom Witts – wokal wspierający (2, 10) - Caleb Quaye – wokal wspierający (2, 10) - Corvin Bahn – instrumenty klawiszowe (4) - Johan Hegg – śpiew (growl) (6) |